# لونا 14
لونا 14 (بالإنجليزية: Luna 14)‏ بعثة فضاء سوفيتية غير مأهولة أطلقت في 7 أبريل 1968 ضمن برنامج لونا. دخلت المركبة إلى مدار القمر في 10 أبريل 1968. كان الهدف الرئيسي للرحلة هو اختبار أنظمة الاتصالات وكان على متنها أدوات علمية لدراسة الأشعة الكونية والرياح الشمسية.